# Ngày ấy mình đã yêu
Ngày ấy mình đã yêu (tên cũ: Tình yêu tìm thấy) là một bộ phim truyền hình được thực hiện bởi Trung tâm Phim truyền hình Việt Nam, Đài Truyền hình Việt Nam do Nguyễn Khải Anh làm đạo diễn. Phim được mua kịch bản chuyển thể từ bộ phim Hàn Quốc - Discovery of Love (2014). Phim phát sóng vào lúc 21h40 thứ 2, 3 hàng tuần bắt đầu từ ngày 11 tháng 6 năm 2018 và kết thúc vào ngày 28 tháng 8 năm 2018 trên kênh VTV3.

## Nội dung
Ngày ấy mình đã yêu xoay quanh Hạ (Nhã Phương) và Sol (Bảo Thanh), hai cô bạn thân "con chấy cắn đôi" sắp bước sang tuổi 30. Hạ là một nhà thiết kế, có cuộc sống ổn định và một người yêu hoàn hảo, đang sẵn sàng cho cuộc hôn nhân hạnh phúc. Nhưng đúng lúc này, Hạ đã gặp lại Tùng (Nhan Phúc Vinh) - người yêu cũ của cô. Sự xuất hiện của Tùng khiến cho Hạ loạn nhịp: với Nam gần như chắc chắn mang lại cho cô cuộc sống gia đình bình yên; với Tùng, thì có thể chỉ là cảm xúc cũ trỗi dậy, chưa có gì chắc chắn cho tương lai. Phụ nữ tuổi 30 thường mong tìm đến một bến đỗ an toàn, nhưng Hạ lại không thể quyết định được cho bản thân mình.
Khác với Hạ, Sol không có nhiều quyền lựa chọn. Cô tự tạo nên một hình mẫu người chồng lý tưởng, để rồi mải miết đi tìm nhưng luôn thất bại. Và rồi một ngày cô chợt nhận ra Đô (Chí Thiện) - người bạn thân của mình lại chính là người phù hợp nhất.

## Diễn viên
- Chí Thiện trong vai Đô
- Bảo Thanh trong vai Sol
- Lương Thế Thành trong vai Nam
- Nhan Phúc Vinh trong vai Tùng
- Nhã Phương trong vai Hạ
- Tam Triều Dâng trong vai Dung
- Hoàng Sơn trong vai Ông Hoàng
- Ngân Quỳnh trong vai Bà Yến
- Phương Dung trong vai Mẹ Nam
- Anh Tài trong vai Long
- Đan Lê trong vai Nana
- Xuân Nghị trong vai Đức
- Andrea Aybar trong vai Thỏ Nâu
- Văn Anh trong vai Ông Hiệp

### Khách mời
- Hoàng Thuỳ Linh
- Bình An

## Ca khúc - thơ trong phim
| Thể loại | Tên          | Trình diễn   | Tác giả       | Xuất hiện |
| -------- | ------------ | ------------ | ------------- | --------- |
| Bài hát  | "Only You"   | The Platters | Vince Clarke  | Đầu phim  |
| Bài thơ  | "Gọi"        | Nhã Phương   | Trần Hữu Việt | Cuối phim |
| Bài hát  | "Em gái mưa" | Hương Tràm   | Mr. Siro      | Tập cuối  |

## Sản xuất
Điều đặc biệt trong khâu kịch bản của Ngày ấy mình đã yêu chính là một cái kết khó đoán. VFC đã thống nhất với KBS (đơn vị trao đổi bản quyền kịch bản và tư vấn sản xuất hậu kỳ của Hàn Quốc) phiên bản Việt hoá có thể sẽ không giống với bản gốc. Thay vào đó, cái kết phim sẽ do chính khán giả quyết định. Đây là sự hợp tác bước đầu của VFC và KBS, đặt nền móng để tiến tới hai bên có thể hợp tác sâu rộng hơn trong sản xuất phim truyền hình.
Ngày ấy mình đã yêu lựa chọn Phú Yên là một trong hai bối cảnh chính của phim để khai thác cảnh đẹp thiên nhiên vùng Duyên hải Nam Trung Bộ. VFC đã đưa nhiều trang thiết bị gồm máy quay 4k, thiết bị phụ trợ (cẩu, dolly…), ánh sáng, thiết bị thu thanh đồng bộ... cùng gần 100 nhân sự vào Phú Yên với mong muốn đem lại cho khán giả những hình ảnh ấn tượng, tiếp tục nâng cao chất lượng, khẳng định thương hiệu phim truyền hình Việt trên sóng giờ vàng của VTV.

## Giải thưởng
| Năm  | Giải thưởng     | Hạng mục                     | (Người) đề cử   | Kết quả   | Tham khảo |
| ---- | --------------- | ---------------------------- | --------------- | --------- | --------- |
| 2018 | Ấn tượng VTV    | Phim truyền hình Ấn tượng    | —               | Đề cử     | [ 4 ]     |
| 2018 | Ấn tượng VTV    | Diễn viên nữ Ấn tượng        | Nhã Phương      | Đề cử     | [ 4 ]     |
| 2018 | Ấn tượng VTV    | Diễn viên nữ Ấn tượng        | Bảo Thanh       | Đề cử     | [ 4 ]     |
| 2018 | Ấn tượng VTV    | Diễn viên nam Ấn tượng       | Chí Thiện       | Đề cử     | [ 4 ]     |
| 2018 | Ấn tượng VTV    | Diễn viên nam Ấn tượng       | Nhan Phúc Vinh  | Đề cử     | [ 4 ]     |
| 2018 | Giải Mai Vàng   | Nam diễn viên truyền hình    | Nhan Phúc Vinh  | Đề cử     | [ 5 ]     |
| 2018 | Giải Mai Vàng   | Nữ diễn viên truyền hình     | Nhã Phương      | Đề cử     | [ 5 ]     |
| 2018 | Giải Mai Vàng   | Phim truyền hình             | —               | Đề cử     | [ 5 ]     |
| 2018 | Cánh diều vàng  | Nam diễn viên chính xuất sắc | Nhan Phúc Vinh  | Đoạt giải | [ 6 ]     |
| 2018 | Cánh diều vàng  | Đạo diễn xuất sắc            | Nguyễn Khải Anh | Đoạt giải | [ 6 ]     |
| 2019 | WeChoice Awards | Phim truyền hình của năm     | —               | Đề cử     | [ 7 ]     |